# Senna galeottiana
Senna galeottiana är en ärtväxtart som först beskrevs av Martin Martens, och fick sitt nu gällande namn av Howard Samuel Irwin och Rupert Charles Barneby. Senna galeottiana ingår i släktet sennor, och familjen ärtväxter. Inga underarter finns listade i Catalogue of Life.